# 平瀬城久
平瀬 城久（ひらせ くにひさ、1979年2月21日 - ）は、富山県出身の金沢競馬場黒木豊厩舎所属の騎手である。勝負服の柄は胴黄・青一本輪、袖青。実弟は競艇選手の平瀬城啓。

## 来歴
1996年9月29日付けで地方競馬騎手免許を取得。同年10月6日第14回金沢競馬4日目第4競走サラ系C2(3組)条件戦トヨサンマイガールで初騎乗（6頭立て4番人気2着）。同年10月15日第15回金沢競馬3日目第3競走サラ系C4(3組)条件戦をレジェンドピューマで優勝（9頭立て4番人気）し、初勝利。
1997年9月23日第12回全日本新人王争覇戦出場（12人中5位）。
1998年地方競馬通算100勝達成。
2001年7月1日第20回オールジャパンリーディングジョッキー優勝（12人中）。
2002年10月12日第4回京都競馬3日目第11競走デイリー杯2歳ステークスでオペラコロナリーに騎乗（13頭立て13番人気12着）し、中央競馬初騎乗。
2003年地方競馬通算500勝達成。
2004年センジュチカラに騎乗し、日本海ダービー、MRO金賞、サラブレッド大賞典を優勝し、当時の金沢競馬三冠を達成した。
2007年10月29日第15回金沢競馬2日目第4競走C44条件戦をインサイドアウトで優勝（9頭立て2番人気）し、6010戦目で地方競馬通算800勝達成。
2009年地方競馬通算900勝達成。
2010年1月29日から6月30日までの予定で韓国・釜山競馬場で期間限定騎乗を行い、同年1月31日の第2競走を優勝、騎乗2日目9戦目で海外初勝利を挙げた。
2012年8月7日金沢競馬第7競走をハコダテイチバンで優勝し、7718戦目にして地方競馬通算1000勝を達成した。
2017年1月1日から3月3日まで、南関東競馬で期間限定騎乗を行った。所属は大井競馬場・立花伸厩舎で、同年2月16日の大井競馬第7競走で期間限定騎乗中の初勝利を挙げた。

## 主な騎乗馬
- スギノコダイオー（1997年北國王冠、1998年あすなろ賞）
- ユキノホープ（1998年アラブウインターカップ）
- ビッグコマンド（1999年北陸三県畜産会長賞）
- コウジンプリンセス（1999年白菊賞日刊スポーツ杯）
- キクノライデン（2000年サラブレッド3歳優駿、北日本新聞杯）
- ボナンザーローマン（2001年百万石賞）
- ノーザンワッスル（2001年オールジャパンリーディングジョッキー）
- オーミアジル（2002年北陸三県畜産会長賞、中日杯）
- オペラコロナリー（2002年兼六園ジュニアカップ）
- キタノオペラ（2003年サラブレッドフレッシュカップ、2004年サラブレッドヤングチャンピオン）
- センジュチカラ（2004年日本海ダービー、MRO金賞、サラブレッド大賞典）
- サンコーキング（2004年北陸四県畜産会長賞）
- キクノサンデー（2005年サラブレッド大賞典）
- タフネスゴールド（2007年スプリングカップ）
- サンクスチケット（2009年プリンセスカップ）
- セイリュウザクラ（2009年サラブレッド大賞典）
- ジャングルスマイル（2012年オグリキャップ記念、百万石賞、2015年百万石賞、イヌワシ賞、北國王冠）
- ディアブレイズン（2014年北日本新聞杯）
- ケージーキンカメ（2014年サラブレッド大賞典）
- アロマベール（2014年兼六園ジュニアカップ、金沢ヤングチャンピオン）
- ブライトエンプレス（2015年兼六園ジュニアカップ）
- メイジン（2017年金沢スプリングカップ、中日杯）
- フジヤマブシ（2020年北日本新聞杯、MRO金賞）